# Xylocopa cuernosensis
Xylocopa cuernosensis är en biart som först beskrevs av Cockerell 1915.  Xylocopa cuernosensis ingår i släktet snickarbin, och familjen långtungebin. Inga underarter finns listade i Catalogue of Life.